# كوم حفين
قرية كوم حفين هي إحدى القرى التابعة لمركز أبو المطامير في محافظة البحيرة في جمهورية مصر العربية. حسب إحصاءات سنة 2006، بلغ إجمالي السكان في كوم حفين 3174 نسمة، منهم 1616 رجل و1558 امرأة.